# Список министров финансов Чехословакии
Это список министров финансов Чехословакии, который содержит хронологический список всех членов правительства Чехословакии, работающих в этой должности (в том числе исполняющий обязанности министров в правительствах Чехословакии с официальным названием должности, как министр финансов).

## Министры финансов Чехословацкой Республики в 1918—1939 годах
| #  | Имя              | Годы жизни                        | Партия                                                                 | Правительства                                                                                            | Период в должности                | Примечания              |
| -- | ---------------- | --------------------------------- | ---------------------------------------------------------------------- | --- | --------------------------------- | ----------------------- |
| 1  | Алоис Рашин      | 18 октября 1867 — 18 февраля 1923 | Национал-демократическая партия Чехословакии                           | Карела Крамаржа                                                                                          | 14 ноября 1918 — 8 июля 1919      |                         |
| 2  | Цирил Горачек    | 7 ноября 1862 — 9 мая 1943        | Республиканская партия земледельческого и мелкокрестьянского населения | 1. Властимила Тусара                                                                                     | 8 июля 1919 — 9 октября 1919      |                         |
| 3  | Кунеш Соннтаг    | 19 февраля 1878 — 29 марта 1931   | Республиканская партия земледельческого и мелкокрестьянского населения | 1. Властимила Тусара                                                                                     | 9 октября 1919 — 25 мая 1920      |                         |
| 4  | Карел Энглиш     | 17 августа 1880 — 13 июня 1961    | Национал-демократическая партия Чехословакии                           | 2. Властимила Тусара                                                                                     | 25 мая 1920 — 15 сентября 1920    |                         |
| 5  | Карел Энглиш     | 17 августа 1880 — 13 июня 1961    | Национал-демократическая партия Чехословакии                           | 1. Яна Чернего                                                                                           | 15 сентября 1920 — 21 марта 1921  | Исполняющий обязанности |
| 6  | Владимир Ганачик | 23 ноября 1861 — 11 января 1954   | беспартийный                                                           | 1. Яна Чернего                                                                                           | 21 марта 1921 — 26 сентября 1921  |                         |
| 7  | Августин Новак   | 20 сентября 1872 — 9 мая 1951     | Национал-демократическая партия Чехословакии                           | Эдварда Бенеша                                                                                           | 26 сентября 1921 — 7 октября 1922 |                         |
| 8  | Алоис Рашин      | 18 октября 1867 — 18 февраля 1923 | Национал-демократическая партия Чехословакии                           | 1. Антонина Швеглы                                                                                       | 7 октября 1922 — 18 февраля 1923  |                         |
| 9  | Богдан Бечка     | 14 апреля 1863 — 26 июля 1940     | Национал-демократическая партия Чехословакии                           | 1. Антонина Швеглы                                                                                       | 24 февраля 1923 — 9 декабря 1925  |                         |
| 10 | Карел Энглиш     | 17 августа 1880 — 13 июня 1961    | Национал-демократическая партия Чехословакии                           | 2. Антонина Швеглы 2. Яна Чернего 3. Антонина Швеглы                                                     | 9 декабря 1925 — 25 ноября 1928   |                         |
| 11 | Богумил Власяк   | 20 февраля 1871 — 31 мая 1945     | беспартийный                                                           | 3. Антонина Швеглы                                                                                       | 25 ноября 1928 — 1 февраля 1929   | Исполняющий обязанности |
| 12 | Богумил Власяк   | 20 февраля 1871 — 31 мая 1945     | беспартийный                                                           | 1. Франтишека Удржала                                                                                    | 1 февраля 1929 — 7 декабря 1929   |                         |
| 13 | Карел Энглиш     | 17 августа 1880 — 13 июня 1961    | Национал-демократическая партия Чехословакии                           | 2. Франтишека Удржала                                                                                    | 7 декабря 1929 — 16 апреля 1931   |                         |
| 14 | Карел Трапл      | 31 августа 1881 — 7 апреля 1940   | беспартийный                                                           | 2. Франтишека Удржала 1. Яна Малипетра 2. Яна Малипетра 3. Яна Малипетра 1. Милана Годжы 2. Милана Годжы | 16 апреля 1931 — 17 марта 1936    |                         |
| 15 | Эмиль Франке     | 3 апреля 1881 — 1 декабря 1939    | Чехословацкая национал-социалистическая партия                         | 2. Милана Годжы                                                                                          | 17 марта 1936 — 28 марта 1936     | Исполняющий обязанности |
| 16 | Йосеф Кальфус    | 25 июня 1880 — 12 июня 1955       | беспартийный                                                           | 2. Милана Годжы                                                                                          | 28 марта 1936 — 21 июля 1937      |                         |
| 17 | Эмиль Франке     | 3 апреля 1881 — 1 декабря 1939    | Чехословацкая национал-социалистическая партия                         | 3. Милана Годжы                                                                                          | 21 июля 1937 — 2 октября 1937     | Исполняющий обязанности |
| 18 | Йосеф Кальфус    | 25 июня 1880 — 12 июня 1955       | беспартийный                                                           | 3. Милана Годжы 1. Яна Сырового 2. Яна Сырового 1. Рудольфа Берана                                       | 2 октября 1937 — 15 марта 1939    |                         |

## Министр финансов Протектората Богемии и Моравии
| # | Имя           | Годы жизни                  | Партия       | Правительства                                                       | Период в должности         | Примечания |
| - | ------------- | --------------------------- | ------------ | ------------------------------------------------------------------- | -------------------------- | ---------- |
| 1 | Йосеф Кальфус | 25 июня 1880 — 12 июня 1955 | беспартийный | 2. Рудольфа Берана Алоиса Элиаша Ярослава Крейчего Рихарда Биенерта | 16 марта 1939 — 5 мая 1945 |            |

## Министры финансов правительства в изгнании
| # | Имя                 | Годы жизни                     | Партия                                                                 | Правительства                 | Период в должности              | Примечания |
| - | ------------------- | ------------------------------ | ---------------------------------------------------------------------- | ----------------------------- | ------------------------------- | ---------- |
| 1 | Эдуард Оутрата      | 7 марта 1898 — 8 июня 1958     | Чехословацкая национал-социалистическая партия                         | 1. Яна Шрамека                | 21 июля 1940 — 27 октября 1941  |            |
| 2 | Ладислав Фейерабенд | 14 июня 1891 — 15 августа 1969 | Республиканская партия земледельческого и мелкокрестьянского населения | 1. Яна Шрамека 2. Яна Шрамека | 27 октября 1941 — 5 апреля 1945 |            |

## Министры финансов Чехословацкой Республики в 1945—1992 годах
| #  | Имя              | Годы жизни                       | Партия                               | Правительства                                                      | Период в должности                  | Примечания |
| -- | ---------------- | -------------------------------- | ------------------------------------ | ------------------------------------------------------------------ | ----------------------------------- | ---------- |
| 1  | Вавро Шробар     | 9 августа 1867 — 6 декабря 1950  | Демократическая партия               | 1. Зденека Фирлингера 2. Зденека Фирлингера                        | 5 апреля 1945 — 2 июня 1946         |            |
| 2  | Яромир Доланский | 25 февраля 1895 — 16 июля 1973   | Коммунистическая партия Чехословакии | 1. Клемента Готтвальда 2. Клемента Готтвальда Антонина Запотоцкого | 2 июня 1946 — 5 апреля 1949         |            |
| 3  | Ярослав Кабеш    | 18 мая 1896 — 15 августа 1964    | Коммунистическая партия Чехословакии | Антонина Запотоцкого 1. Вильяма Широкого                           | 5 апреля 1949 — 14 сентября 1953    |            |
| 4  | Юлиус Джуриш     | 9 марта 1904 — 18 февраля 1986   | Коммунистическая партия Чехословакии | 1. Вильяма Широкого 2. Вильяма Широкого 3. Вильяма Широкого        | 14 сентября 1953 — 20 сентября 1963 |            |
| 5  | Рихард Дворжак   | 28 декабря 1913 — ???            | Коммунистическая партия Чехословакии | Йозефа Ленарта                                                     | 20 сентября 1963 — 20 января 1967   |            |
| 6  | Богумил Сухарда  | 20 апреля 1914—2009              | Коммунистическая партия Чехословакии | Йозефа Ленарта 1. Олдржиха Черника 2. Олдржиха Черника             | 20 января 1967 — 29 сентября 1969   |            |
| 7  | Рудольф Рогличек | 14 июля 1929 — 24 июня 2009      | Коммунистическая партия Чехословакии | 3. Олдржиха Черника 1. Любомира Штроугала 2. Любомира Штроугала    | 29 сентября 1969 — 14 декабря 1973  |            |
| 8  | Леопольд Лер     | 23 октября 1928 — 20 апреля 2013 | Коммунистическая партия Чехословакии | 2. Любомира Штроугала 3. Любомира Штроугала 4. Любомира Штроугала  | 14 декабря 1973 — 4 октября 1985    |            |
| 9  | Яромир Жак       | род. 18 октября 1942             | Коммунистическая партия Чехословакии | 4. Любомира Штроугала 5. Любомира Штроугала 6. Любомира Штроугала  | 4 октября 1985 — 11 октября 1988    |            |
| 10 | Ян Стейскал      | род. 7 ноября 1933               | Коммунистическая партия Чехословакии | Ладислава Адамеца 1. Мариана Чалфы                                 | 12 октября 1988 — 10 декабря 1989   |            |
| 11 | Вацлав Клаус     | род. 19 июня 1941                | Гражданский форум                    | 2. Мариана Чалфы 3. Мариана Чалфы                                  | 10 декабря 1989 — 2 июля 1992       |            |
| 12 | Ян Клак          | род. 19 сентября 1942            | Гражданская демократическая партия   | Яна Страского                                                      | 2 июля 1992 — 31 декабря 1992       |            |

## Источник
- Historie minulých vlád